# Пурандара Даса

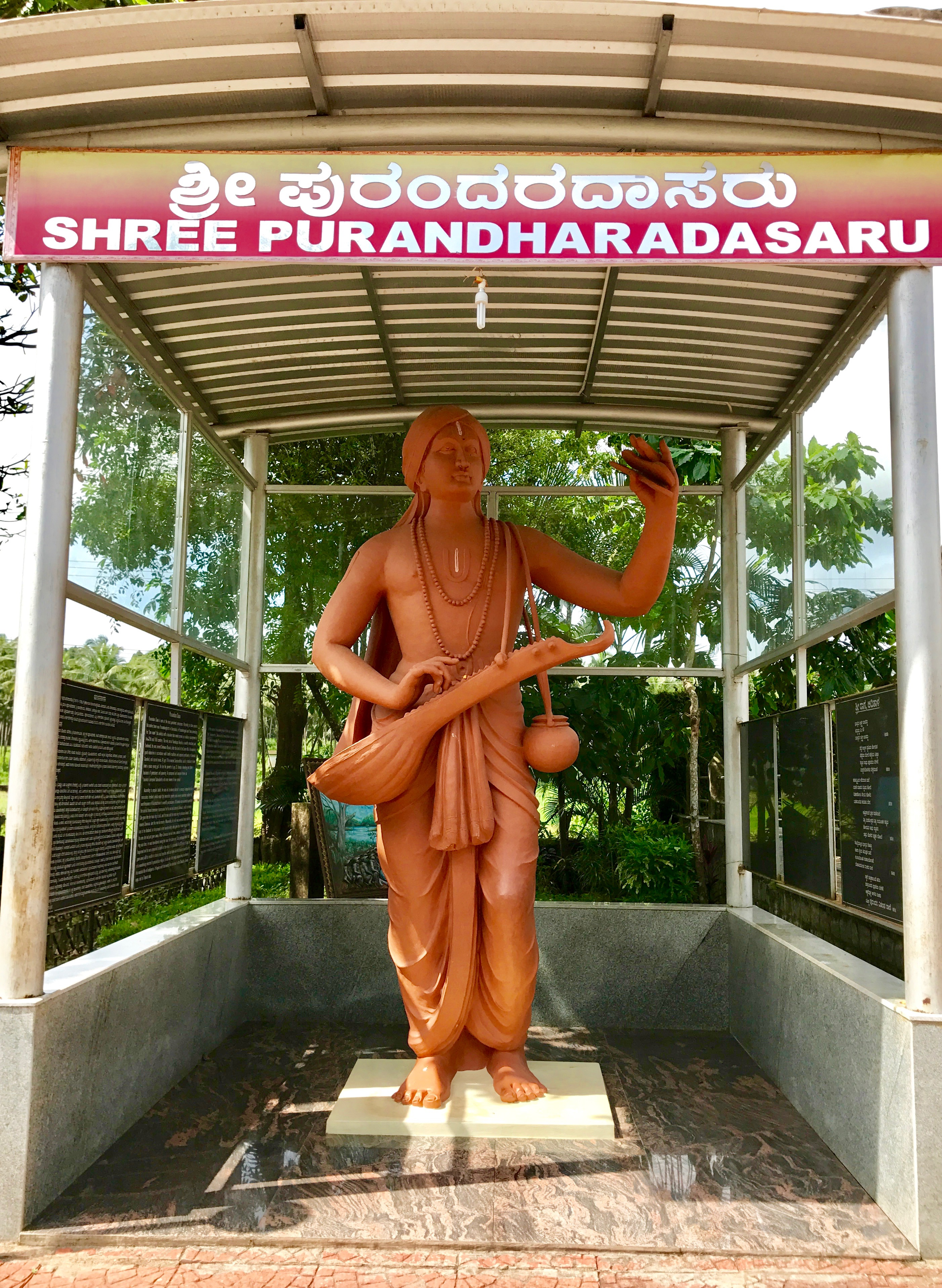
Статуя Пурандара Даса

Пурандара Даса (урождённый Шриниваса Наяка) (кан.ಪುರಂದರದಾಸ; 1484, Арага,  Виджаянагарская империя (современный  штат Карнатака, Индия — 2 января 1564, Виджаянагарская империя) — индийский музыкант, композитор, певец и философ-харидаса. Он был последователем философии Мадхва.
Основатель и один из самых видных композиторов и знатоков  карнатической музыки.
Внёс значительный новаторский вклад в музыку, его почитают как Карнатака Сангита Питамаха (отец карнатической музыки). Подобно композициям Канака Даса, Пурандара дас в своей музыке помимо аспектов преданности затрагивал социальные вопросы.